# Chondrostoma
Chondrostoma es un género de peces con espinas de la familia Cyprinidae. 

## Especies
Las especies de este género son:
- Chondrostoma angorense
- Chondrostoma beysehirense
- Chondrostoma colchicum
- Chondrostoma cyri
- Chondrostoma fahirae
- Chondrostoma holmwoodii
- Chondrostoma kinzelbachi
- Chondrostoma knerii
- Chondrostoma kubanicum
- Chondrostoma meandrense
- Chondrostoma nasus
- Chondrostoma orientale
- Chondrostoma oxyrhynchum
- Chondrostoma phoxinus
- Chondrostoma prespense
- Chondrostoma regium
- Chondrostoma scodrense
- Chondrostoma soetta
- Chondrostoma vardarense
- Chondrostoma variabile

Antes pertenecían a este género las siguientes especies:
- - Achondrostoma arcasii (Steindachner, 1866) - Bermejuela.
  - Achondrostoma occidentale (Robalo, Almada, Sousa-Santos, Moreira & Doadrio, 2005) - Ruivaco del Oeste.
  - Achondrostoma oligolepis  (Robalo, Doadrio, Almada & Kottelat, 2005) - Ruivaco.
  - Achondrostoma salmantinum (Steindachner, 1866) - Sarda.
  - Iberochondrostoma almacai (Coelho, Mesquita & Collares-Pereira, 2005) - Boga del suroeste.
  - Iberochondrostoma lemmingii (Steindachner, 1866) - Pardilla.
  - Iberochondrostoma lusitanicum (Collares-Pereira, 1980) - Boga portuguesa.
  - Iberochondrostoma olisiponensis (Gante, Santos & Alves, 2007) - Boga de boca arqueada de Lisboa.
  - Iberochondrostoma oretanum (Doadrio & Carmona, 2003) - Pardilla oretana.
  - Parachondrostoma arrigonis (Steindachner, 1866) - Loina.
  - Parachondrostoma miegii (Steindachner, 1866) - Madrilla.
  - Parachondrostoma turiense (Elvira, 1987) - Madrija.
  - Pseudochondrostoma duriense (Coelho, 1985) - Boga del Duero.
  - Pseudochondrostoma polylepis (Steindachner, 1865) - Boga del Tajo.
  - Pseudochondrostoma willkommii (Steindachner, 1866) - Boga del Guadiana.